# Ale (birra)

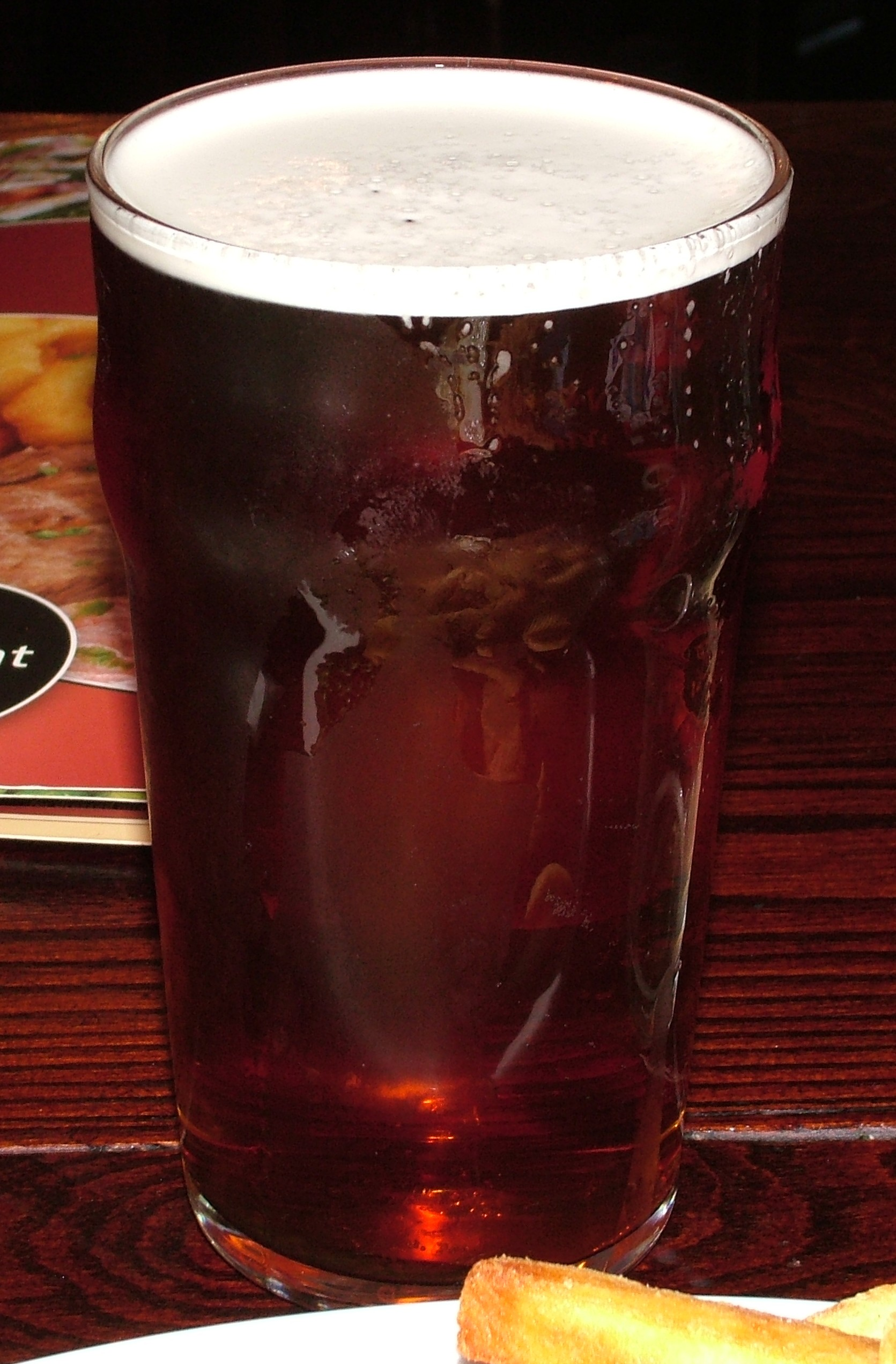
Una bitter, della famiglia delle ale

Ale è il termine usato per indicare le birre ad alta fermentazione, che cioè impiegano nel processo lieviti del ceppo Saccharomyces cerevisiae, i quali prediligono temperature elevate e durante il processo (che risulta, quindi, piuttosto rapido) salgono in superficie del tino di fermentazione (da qui il nome "alta" fermentazione); all'opposto, il termine lager indica le birre a bassa fermentazione.
Il risultato è un sapore dolce, dal corpo pieno e fruttato. La stragrande maggioranza delle ale contiene erbe o spezie, solitamente luppolo o balsamita, al fine di conferire un aroma amarognolo che bilanci la dolcezza del malto.

## Diffusione
Dal Medioevo fino a tutta l'Età moderna le birre ad alta fermentazione sono state le più diffuse nel mondo, autoselezionatesi partendo da processi di fermentazione spontanea, che sono sopravvissuti solo in isolate località, come ad esempio nel Pajottenland. A partire dal XIX secolo invece iniziarono a diffondersi le birre a bassa fermentazione, partendo dalla Baviera e soppiantando via via quasi ovunque gli stili più antichi. Le ale rimasero i tipi di birra più diffusi nelle isole britanniche e in Belgio, in parte in Germania nella produzione delle birre con il frumento, oltre che alcune città particolari come Colonia e Düsseldorf. In questi luoghi, nonostante la parallela diffusione più o meno ampia delle lager, sopravvissero gli stili tradizionali ad alta fermentazione.
Verso la fine del XX secolo, con l'apertura dei primi cosiddetti birrifici artigianali, iniziò un processo di riscoperta degli stili ad alta fermentazione, che esplose poi nei primi decenni del nuovo millennio. Questa ondata di "nuove vecchie" birre esplose prima negli Stati Uniti, per poi diffondersi anche in Europa e nel resto del mondo, conquistando anche Paesi che storicamente non avevano mai vantato una tradizione brassicola, riprendendo e innovando gli stili antichi e creandone di nuovi, anche grazie all'avanzamento tecnologico. La fetta di gran lunga più grossa del mercato mondiale della birra nell'Età contemporanea riguarda le lager, anche se il mercato della birra artigianale ha contribuito ad erodere questa egemonia.

## Stili di birra ale
- Bitter
- Mild ale
- Brown ale
- Old ale
- Barley wine
- India Pale Ale (o IPA)
- Stout
- Porter
- Bière de Garde
- Pale ale